# GOOD

GOOD logo.

GOOD is een Zuid-Afrikaanse politieke partij. De partij is op 2 december 2018 door de voormalige burgemeester van Kaapstad, Patricia de Lille, samen met andere ontevreden leden van de Democratisch Alliansie opgericht.

## Verkiezingsresultaten

### Parlement
| Verkiezing | Stemmen | %    | Zetels |
| ---------- | ------- | ---- | ------ |
| 2019       | 70 408  | 0,40 | 2      |
| 2024       | 29 501  | 0,18 | 1      |